# Sam Davies
Pour les articles homonymes, voir Davies.
Ne doit pas être confondu avec Sam Davis ou Samantha Davies.
Pas d'image ? Cliquez ici

a Compétitions nationales et continentales officielles uniquement.

b Matchs officiels uniquement.
Dernière mise à jour le 13 juillet 2025.
Sam Davies, né le 6 octobre 1993 à Swansea (pays de Galles), est un joueur international gallois de rugby à XV, évoluant au poste de demi d'ouverture au FC Grenoble.

## Biographie
Fils de l'international gallois Nigel Davies, Sam Davies commence sa carrière avec le club de Swansea RFC.
En 2012, il rejoint la franchise des Ospreys.
Sélectionné pour le championnat du monde junior 2013, il est désigné joueur junior IRB de l'année, devenant ainsi le deuxième Gallois à remporter ce prix après le Gavin Henson en 2001.
En 2019, il rejoint la franchise des Dragons pour un contrat de deux ans.
En 2023, il signe un contrat de deux années avec le FC Grenoble évoluant en Pro D2.
En 2023-2024, pour sa première saison il est finaliste de Pro D2 et affronte le RC Vannes.
Pour cette finale, il est titulaire, les Grenoblois sont battus aux portes du Top 14, sur le score de 16 à 9.
En barrage pour la montée en première division, il est de nouveau titulaire, le FCG fait face au Montpellier HR mais rate la montée à trois minutes de la fin, défait 18-20.
En 2024-2025, leader de la saison régulière, avec son club du FCG, il s'impose en demi-finale à domicile contre Provence Rugby (38-17), puis s'incline en finale face à l'US Montauban (19-24) où il marque notamment son dix-huitième essai de la saison. Sam Davies et le FCG s'inclinent ensuite encore une fois de justesse (11-13) à trois minutes de la fin, dans le barrage d'accession le 14 juin 2025 contre Perpignan.
Courtisé par les Leicester Tigers, Sam Davies prolonge au FCG jusqu'en 2028.

## Statistiques en équipe nationale
Au 10 juillet 2023, Sam Davies compte 8 sélections, dont deux en tant que titulaire, depuis sa première sélection le 5 novembre 2016 face à l'Australie. Il a inscrit vingt-quatre points, sept pénalités et un drop.

## Palmarès

### En équipe nationale
- Finaliste du Championnat du monde junior en 2013 avec l'équipe du pays de Galles des moins de 20 ans[18].

### En club
- Finaliste du Championnat de Pro D2 en 2024 et 2025 avec le FC Grenoble.
- Finaliste du Barrage d'accession au Top 14 en 2024 et 2025 avec le FC Grenoble.

### Distinctions personnelles
- Meilleur réalisateur du Tournoi des Six Nations des moins de 20 ans en 2012 (47 points).
- Meilleur réalisateur de l'histoire du Tournoi des Six Nations des moins de 20 ans (108 points).
- Meilleur réalisateur de l'histoire de l'équipe du pays de Galles des moins de 20 ans (177 points).
- Élu Joueur junior de l'année en 2013[19].
- Meilleur réalisateur de Pro D2 en 2024 (238 points)[20].